# Религия в Одессе
Религия в Одессе обуславливается портовым характером города, что подразумевает пересечение различных духовных традиций. Основательницей города считается российская императрица Екатерина II, поэтому исторически так сложилось, что доминирующей религией в Одессе стало православие. Однако немалым числом в городе были представлены и другие христианские деноминации, а также иудаизм.
На 2010 год по данным социологического опроса 60 % взрослых одесситов считали себя верующими, из них 80 % относили себя к православному исповеданию, 2 % — к иным христианским вероисповеданиям (католики и протестанты).

## Христианство

### Православие
Территория Одессы в 1792 году была включена в состав Екатеринославской епархии, поскольку центром вновь созданной Новороссии был Екатеринослав. В 1808 году кафедральным собором города стал Спасо-Преображенский. В 1838 году была открыта Одесская духовная семинария. Православные одесситы почитают местным чином святого Кукшу Одесского.

### Протестантизм

#### Лютеранство
В 1812 году Одесса стала резиденцией лютеранского епископа (суперинтенданта) Новороссии. Первый протестантский храм (ул. Новосельского, 68) был освящен в 1827 году. Лютеранская община объединяла преимущественно немецкое население города.

#### Баптизм
Одесские баптисты отсчитывают свою историю с 1875 года, когда одессит Иван Лисицын принял крещение по протестантскому чину (до этого он был крещен в соответствии с русской православной традицией во младенчестве). В доме Лисицына начали проводиться евангелические собрания с песнопениями. В 1884 году друзья Лисицына составили первую в Одессе баптистскую общину. Император Николай II 17 апреля 1905 года издал именной высочайший Указ Об Укреплении Начал Веротерпимости. С этого времени баптисты вышли из подполья и начали проводить свои собрания легально. Однако только в 1992 году они смогли построить собственный молельный дом (ул. Картамышевская, 8). К настоящему времени в Одессе действовало 14 баптистских общин.

### Католицизм
Первый католический храм по проекту Ф. Фраполли был возведен в 1822 году, однако вскоре он перестал удовлетворять нуждам верующих и был построен более крупный собор Успения Девы Марии (ул. Екатерининская, 33). В 2002 году Одесса стала центром отдельной католической епархии-диоцеза.
Всего в настоящее время в городе действует три римско-католических храма: собор Успения Девы Марии, церковь Святого апостола Петра и церковь святого Климента, расположенная в бывшем доме причта при разрушенном в 1936 году соборе Святого Климента; а также грекокатолическая церковь св. апостола Андрея.

## Иудаизм
В 1850 году в самом центре города была открыта Главная синагога Одессы. В XIX веке исповедующие иудаизм составляли треть населения города Но, две мировые войны, массовый отход от религии и активный отъезд в Израиль в конце 80-х годов XX века привел к тому, что в 1989 году их было всего лишь 5,9 %. На момент начала XXI века их количество еще уменьшилось по причине массового отъезда в Израиль. В 90-х годах наблюдается существенный подъём религиозной жизни — организовывается еврейская община, приезжает раввин Шломо Бакшт, создается еврейская школа, университет. Сейчас в городе функционирует 2 еврейские общины, учебные и образовательные комплексы, ешива, открыт кошерный магазин.

## Мессианский иудаизм
Еврейская мессианская синагога Врата Сиона и Одесская ЕМО''Свет Мессии" .

## Ислам
За последние годы возросло и общее число мусульман в Одессе. Если в 1989 году их было порядка десяти тысяч (в том числе татар — 3747 человек, азербайджанцев — 2488, узбеков — 1037, казахов — 933, башкир — 551, а также небольшое число лезгин, чеченцев, крымских татар, таджиков), то сейчас их уже около тридцати тысяч человек. Связано это и с тем, что в последние годы, из-за инвестиционной привлекательности, в Одессу произошел большой наплыв арабских и турецких бизнесменов, а также иностранных студентов-мусульман. В Одессе действует мечеть.